# Conilhac-de-la-Montagne
Conilhac-de-la-Montagne (en occitano Conilhac de la Montanha) era una comuna francesa situada en el departamento del Aude, de la región de Occitania. Desde el 1 de enero de 2019 es una comuna delegada de Roquetaillade-et-Conilhac.
Los habitantes se llaman Conilhaciens y Conilhaciennes.

## Geografía
La comuna tiene cerca de 500 hectáreas, un diez por ciento destinadas a producir viñas para elaborar el vino con AOC Blanquette de Limoux

## Historia
El 1 de enero de 2019 pasó a ser una comuna delegada de la comuna nueva de Roquetaillade-et-Conilhac al fusionarse con la comuna de Roquetaillade.

## Demografía
| 52 | 57 | 54 | 55 | 51 | 45 | 55 | 66 |
| Para los censos de 1962 a 1999 la población legal corresponde a la población sin duplicidades (Fuente: INSEE [Consultar]) |    |    |    |    |    |    |    |